# يوكي إيشيكاوا (لاعبة كرة طائرة)
يوكي إيشيكاوا (26 أبريل 1987 في اليابان - ) (بالكانا:いしかわ ゆき) هي لاعبة كرة طائرة يابانية في مركز وسط ‏. شاركت في دورة الألعاب الآسيوية 2006. ولعبت مع Osaka Marvelous ‏.

## وصلات خارجية
- يوكي إيشيكاوا على موقع عالم الكرة الطائرة (الإنجليزية)
- يوكي إيشيكاوا على موقع الدوري الياباني (مؤرشف) (اليابانية)